# Eugen Ovidiu Chirovici
Œuvres principales
The Book of Mirrors (« Jeux de miroirs ») (2015)
Bad Blood (« Mémoire brisée ») (2018)
Eugen Ovidiu Chirovici, né le 11 mai 1964 à Făgăraș (Roumanie), est un écrivain roumain qui s’est établi en 2012 en Europe occidentale, écrivant depuis en anglais et signant ses œuvres E.O. Chirovici.

## Biographie
E.O. Chirovici naît dans une petite ville de Transylvanie. Il tient à préciser qu’il a des ascendants aussi bien d’ethnie roumaine qu’appartenant aux communautés ethniques allemande et hongroise.
Il fait des études supérieures terminées en 1988 à l’Académie d’études économiques de Bucarest. Il travaille dans sa profession et fait encore des études dans son domaine à l’Université de Glasgow, ainsi que des stages à la Banque mondiale.
Il commence à travailler comme journaliste aussi. Entre 1992 et 2000, il est d’abord reporter, puis rédacteur, chef de section, rédacteur en chef adjoint, finalement rédacteur en chef au journal Curierul Național (en). Il collabore également avec des chaînes de radio et de télévision telles Radio Free Europe, BBC et la Société roumaine de télévision. En 2000, il travaille en tant que directeur exécutif à la création d’une chaîne de télévision commerciale, qu’il dirige jusqu’en 2002. La même année, il devient conseiller économique du premier ministre Adrian Năstase. Entre 2003 et 2007, il est président secrétaire d’État de l’Agence nationale pour les petites et moyennes entreprises, puis, de 2008 à 2012, conseiller dans le conseil directeur de la Banque nationale de Roumanie. Il publie de nombreux articles et livres dans le domaine économique.
En dehors de sa profession, E.O. Chirovici s’intéresse à la politique internationale et à l’histoire. Il publie des articles et des livres dans ces domaines aussi. Une autre de ses activités extra-professionnelles est celle qu’il a dans la franc-maçonnerie comme grand maître de la Grande loge nationale de Roumanie (ro) entre 2003 et 2010.
Par ordre chronologique, sa première grande passion artistique est la peinture. Vers la fin des années 1980 et au début des années 1990, il vend quelques dizaines de tableaux à des galeries et s’occupera plus tard de peinture comme activité secondaire.
Il commence tôt à s’occuper de littérature aussi. D’ailleurs, dans sa parentèle il y a eu des personnes avec de telles occupations : son grand-père paternel écrivait de la prose et de la poésie, et deux de ses oncles, journalistes, écrivaient aussi des poèmes. Lui-même lit beaucoup depuis son enfance, écrivant même, à neuf ans, une nouvelle pour son tiroir, puis des vers, à côté de prose brève. Son désir d’être écrivain date depuis bien avant la parution de son premier écrit. Cela se produit en 1989, quand la revue Vatra (ro) de Târgu Mureș publie l’une de ses proses brèves. En 1991 paraissent ses deux premiers romans, Masacrul (« Le Massacre ») et Comando pentru general (« Commando pour le général »), vendus en 100 000 exemplaires chacun et occupant pendant quelques semaines la première place dans le classement de la revue România literară. Il publie en roumain encore dix romans, dix nouvelles et de nombreuses proses plus brèves.
En 2012, le fils d’E.O. Chirovici a terminé ses études universitaires en Angleterre et il y travaille. Son épouse aussi a reçu une offre d’emploi en Angleterre, c’est pourquoi l’écrivain, à l’âge de 48 ans, démissionne de sa fonction à la Banque nationale et s’établit avec sa famille en Angleterre, ayant l’intention de ne plus s’occuper que d’écriture.
En 2014 paraît en anglais, chez un éditeur des États-Unis, son roman The Second Death (« La deuxième mort »), publié d’abord en roumain, en 2006.
Quoiqu’il connaisse bien l’anglais, il n’est pas encore facile pour l’écrivain d’écrire en cette langue. En Angleterre, il écrit son premier roman d’abord en roumain et ensuite seulement il le transpose en anglais. Il ne réussit à publier ce roman, The Book of Mirrors (traduit en français avec le titre « Jeux de miroirs »), qu’en 2015, après de nombreuses tentatives. Pendant un an, il l’offre à plus de cent agences littéraires américaines. Finalement, dix seulement lui demandent le manuscrit mais toutes le refusent sans motivation. Étant donné que seules les petites maisons d’édition collaborent directement avec des auteurs, il offre le manuscrit à une telle maison d’Angleterre. Son patron lui explique que le roman est trop bon pour qu’il le publie, ne pouvant pas lui assurer une diffusion et un bénéfice adéquats, c’est pourquoi il lui conseille de contacter d’autres agences. Il le fait et, cette fois, sur trois agences d’Angleterre, une accepte son roman aussitôt et en un mois elle le vend dans 30 pays. Jusqu’en 2018, le livre est publié en 39 langues, dans plus de 40 pays, et vendu en 400 000 exemplaires.
En 2017, quand sa femme commence à travailler à la Commission européenne, l’écrivain aussi déménage à Bruxelles.
En 2018, un nouveau roman d’E.O. Chirovici paraît, Bad Blood (traduit en français avec le titre « Mémoire brisée »).
En 2020, l’écrivain s’établit à Florence mais retourne périodiquement à Bucarest. Ses livres sont publiés en roumain aussi, et il continue d’être citoyen roumain.

## Regards sur l’œuvre
Les deux derniers romans écrits en anglais par E.O. Chirovici ont en commun le caractère de thriller psychologique ayant pour thèmes principaux les problèmes de l’identité de la personne, les pièges de la mémoire, l’image déformée que l’individu peut avoir sur des événements du passé.

## Liste des principales œuvres
- Comando pentru general (« Commando pour le général »), 1991 (roman)[10]
- Masacrul (« Le Massacre »), 1991 (roman)[11]
- Națiunea virtuală. Eseu despre globalizare (« La Nation virtuelle. Essai sur la globalisation »), 2001[12]
- Misterele istoriei. Religie, politică, bani (« Les Mistères de l’histoire. Religion, politique, argent »), 2005 (essai)[13]
- A doua moarte (« La deuxième mort »), 2006 (roman)[14]
- La broasca leșinată (« À la grenouille évanouie »), 2007 (roman)[15]
- Suflete la preț redus (« Âmes à prix réduit »), 2007 (roman)[16]
- Noua economie. ABC pentru viitorii milionari (« La Nouvelle économie. L’abécé du futur millionnaire »), 2008 (essai)[17]
- Puterea (« Le Pouvoir »), 2009 (essai)[18]
- Labyrinth.com, 2009 (roman)[19]
- Voodoo, 2010 (roman)[20]
- Pulbere neagră (« Poudre noire »), 2010 (roman)[20]
- Cine a ucis-o pe Nora Jones? (« Qui a tué Nora Jones ? »), 2011 (roman)[20]
- Hoodoo Creek, 2011 (roman)[20]
- O amintire de la Paris (« Un souvenir de Paris »), 2012 (roman)[20]
- Sanitarium. Locul în care nimic nu este ce pare a fi (« Sanitarium. Le lieu où rien n’est ce qui semble être »), 2012 (roman)[21]
- The Second Death (« La deuxième mort »), 2014[7]
- Gods, Weapons and Money: The Puzzle of Power (« Dieux, armes et argent. Le puzzle du pouvoir »), 2014 (essai)[22]
- Rumors That Changed the World. A History of Violence and Discrimination (« Rumeurs qui ont changé le monde. Une histoire de violence et discrimination »), 2014 (essai)[23]
- The Book of Mirrors (« Jeux de miroirs »), 2017 (roman)[24]
- Bad Blood (« Mémoire brisée »), 2018 (roman)[9]

## Adaptation
Son roman Jeux de miroirs est adapté dans le film australo-américain Sleeping Dogs (2024).

### Lecture supplémentaire
- (en) Alberge, Dalya, « UK-based Romanian author's first novel in English becomes a sensation » [« Le premier roman en anglais d’un auteur roumain établi en Grande Bretagne devient une sensation »], sur theguardian.com, The Guardian, 12 octobre 2015 (consulté le 6 septembre 2021)
- « Jeux de miroirs », sur culture-tops.fr, Culture-Tops, 26 mai 2017 (consulté le 6 septembre 2021)
- « Jeux de miroirs », sur senscritique.com, SensCritique, 26 janvier 2017 (consulté le 6 septembre 2021)
- « Jeux de miroirs », sur onlalu.com (consulté le 6 septembre 2021)
- « Jeux de miroirs », sur babelio.com, Babelio (consulté le 6 septembre 2021)
- « Mémoire brisée », sur senscritique.com, SensCritique, 7 mars 2019 (consulté le 6 septembre 2021)
- « Mémoire brisée », sur babelio.com, Babelio (consulté le 6 septembre 2021)
- « Mémoire brisée - E.O. CHIROVICI », sur bepolar.fr, BePolar (consulté le 6 septembre 2021)